# Wilhelm von Ockham

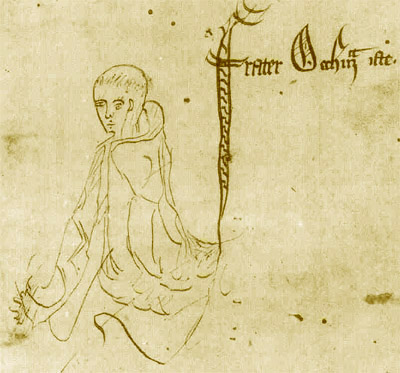
Wilhelm von Ockham, Skizze aus einer 1341 angefertigten Handschrift der Summa logicae

Wilhelm von Ockham, englisch William of Ockham oder Occam (* um 1288 in Ockham in der Grafschaft Surrey, England; † 9. April 1347 in München), war einer der bedeutendsten mittelalterlichen Philosophen, Theologen und politischen Theoretiker der Spätscholastik. Traditionell gilt er als ein Hauptvertreter des Nominalismus. Sein umfangreiches philosophisches Werk enthält Arbeiten zur Logik, Naturphilosophie, Erkenntnistheorie, Wissenschaftstheorie, Metaphysik, Ethik und politischen Philosophie.

## Leben
Während die Quellen – vor allem Ockhams eigene Werke – über seine Ansichten und Lehren detailliert informieren, liegen über seine Persönlichkeit und Biographie nur relativ spärliche Informationen vor.

### Jugend, Ausbildung, Lehrtätigkeit

Quaestiones in quattuor libros sententiarum

Das erste gesicherte Datum aus Ockhams Leben ist seine Weihe zum Subdiakon in Southwark im Februar 1306; damals gehörte er bereits dem Franziskanerorden an. Etwa im Zeitraum von 1300 bis 1308 erhielt er an einer Ordensschule (studium, Studienhaus) der Franziskaner in London seine Ausbildung in den Artes als Voraussetzung für das Studium der Theologie, das er dann um 1308 an der Universität Oxford begann. Um 1317 erhielt er dort den Grad eines Bakkalaureus und damit die Berechtigung, eine Vorlesung über die Sentenzen des Petrus Lombardus zu halten. Den Magistergrad erlangte er aber offenbar nie, da sein mittelalterlicher Beiname Venerabilis Inceptor („Ehrwürdiger Beginner“) besagt, dass er sich für den Erwerb des Magistergrades qualifiziert hatte, dieser ihm aber nicht formell verliehen wurde. Die Ursache dafür waren möglicherweise universitätspolitische Konflikte und philosophisch-theologische Gegensätze, doch könnte es auch daran gelegen haben, dass die Anzahl der zulässigen Abschlüsse des Promotionsverfahrens von vornherein auf die Anzahl der zu besetzenden Stellen an der Universität und in den Ordenshäusern begrenzt war. Jedenfalls verließ Ockham Oxford und übersiedelte nach London, wo er etwa ab 1320 im Studienhaus der Franziskaner unterrichtete.

### Verteidigung gegen den Häresievorwurf
Der Kanzler der Oxforder Universität, der Magister John Lutterell, befand sich zu Beginn der 1320er Jahre in einem heftigen Konflikt mit den dortigen Magistern. Im Sommer 1322 baten die Magister den dafür zuständigen Bischof von Lincoln, den Kanzler abzusetzen. Lutterell wurde entlassen. Ob Ockham in diesem Konflikt bereits eine Rolle spielte, geht aus den Quellen nicht hervor, ist aber zu vermuten, denn der Kanzler war als eifriger Thomist ein entschiedener Gegner der Philosophie und Theologie des franziskanischen Gelehrten. Jedenfalls erlaubte König Eduard II. Lutterell im August 1323, an den päpstlichen Hof in Avignon zu reisen. Dort legte der ehemalige Kanzler eine Anklageschrift gegen Ockham vor, in der er ihn der Häresie bezichtigte. Darauf musste sich Ockham 1324 nach Avignon begeben, um sich dem gegen ihn angestrengten Prozess zu stellen. Lutterells Anklageschrift zählte 56 Lehrsätze auf, die als Irrtümer angeprangert wurden. 1325 wurde eine Kommission eingesetzt, die den Fall zu untersuchen hatte. Sie bestand aus sechs Theologen, unter denen der Ankläger Lutterell war. Die Kommission stellte auf der Grundlage der Anklageschrift eine neue Liste von 51 angeblich häretischen Thesen Ockhams zusammen. 1326 erstellte die Kommission ein abschließendes Gutachten, in dem von den 51 Sätzen Ockhams 29 als häretisch oder irrig, die übrigen 22 als möglicherweise falsch bezeichnet wurden. Unter anderem wurde Ockham des Pelagianismus für schuldig befunden. Damit hätte seiner Verurteilung durch Papst Johannes XXII. nichts mehr im Wege gestanden, zumal sich der Papst schon im Sommer 1325 in einem Brief an Eduard II. scharf gegen Ockhams Lehre ausgesprochen hatte. Obwohl das Verfahren sehr sorgfältig und mit großem Aufwand betrieben wurde und Ockham bis 1328 als Angeklagter in Avignon blieb, kam es aus unbekannten Gründen zu keinem Urteil. Ockham befand sich in Avignon als Angeklagter nicht in Haft; er musste dort bleiben, durfte sich aber frei bewegen und an seiner Verteidigung arbeiten.

### Bruch mit dem Papst und Kampf für den Kaiser

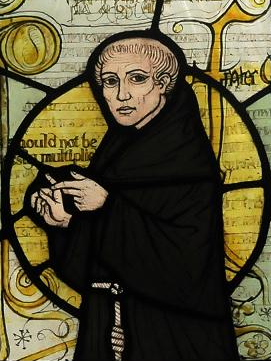
Wilhelm von Ockham auf einem Kirchenfenster in Surrey

Damals war der Armutsstreit im Gang, eine theologische Auseinandersetzung, die mit der Anklage gegen Ockham nicht zusammenhing. Dabei ging es ursprünglich um die Frage, inwieweit die Franziskaner im Sinne des Testaments des Ordensgründers Franz von Assisi verpflichtet waren, in vollkommener Armut zu leben, und wie der Franziskanerorden mit Geschenken – darunter insbesondere Immobilien – umgehen sollte, die er erhielt und die mit dem ursprünglichen Armutsideal schwer vereinbar waren. Strittig war auch, ob Christus und die Apostel privat oder gemeinschaftlich Eigentum besessen hatten; aus der Annahme, dass dies nicht der Fall gewesen war, wurde gefolgert, dass eine konsequente Christus-Nachfolge notwendigerweise mit entsprechender Armut verbunden war. Demnach durften die Mönche individuell ebenso wie kollektiv keine Dinge besitzen, sondern sie nur im unumgänglichen Maß gebrauchen. Obwohl der Streit sich formal nur auf die Lebensweise von Bettelmönchen bezog, konnte die Armutsforderung auch als Kritik am Reichtum des höheren Klerus und besonders der Angehörigen des päpstlichen Hofes verstanden werden.
Papst Johannes XXII. war ein entschiedener Gegner der Armutsthese und verurteilte sie als häretisch. Dadurch geriet er in Konflikt mit dem Ordensgeneral der Franziskaner, Michael von Cesena, den er nach Avignon zitierte. Michael traf am 1. Dezember 1327 in Avignon ein; er wohnte dort wohl in dem Franziskanerkonvent, wo auch Ockham untergebracht war. So sah sich Ockham, der sich bisher auf theologische und philosophische Fragen konzentriert hatte und kirchenpolitisch kaum hervorgetreten war, zur Auseinandersetzung mit dem Armutsstreit veranlasst. Es gelang Michael, den Philosophen von der Auffassung zu überzeugen, dass die Armutsforderung berechtigt sei und drei gegenteilige Verordnungen des Papstes von 1322 bis 1324 häretisch gewesen seien. Daraus zogen die beiden Franziskaner die Konsequenz, dass der Papst vom wahren Glauben abgefallen sei. Johannes verbot Michael, Avignon zu verlassen. Am 26. Mai 1328 flohen Michael, Wilhelm von Ockham und die Franziskaner Bonagratia von Bergamo und Franz von Marchia aus Avignon und begaben sich auf dem Seeweg nach Pisa. Dort trafen sie auf Kaiser Ludwig IV. den Bayern, der sich damals bereits im Streit mit dem Papst befand. Johannes hatte die Rechtmäßigkeit der Herrschaft Ludwigs bestritten und ihn am 23. März 1324 exkommuniziert, worauf Ludwig den Papst der Häresie beschuldigte und am 18. April 1328 für abgesetzt erklärte. Beim Häresievorwurf spielte der Armutsstreit, in dem Ludwig ab 1324 auf der Seite der Armutsbefürworter stand, eine Rolle. Ludwig stellte die flüchtigen Franziskaner unter seinen Schutz; Anfang 1330 traf Ockham mit seinen Gefährten in München ein, wo er bis zu seinem Tod blieb. Ockham, der am 20. Juli 1328 exkommuniziert worden war, wurde nun zu einem Vorkämpfer der Gegner des Papstes. Er begann sich intensiv mit politischen und kirchenrechtlichen Grundsatzfragen zu befassen, insbesondere dem Verhältnis zwischen weltlicher und geistlicher Macht und den Grenzen der Befugnisse des Papstes.
Es gelang den rebellischen Mönchen nicht, ihren Orden für den Kampf gegen Johannes zu gewinnen; die Franziskaner blieben dem Papst treu und wählten einen neuen Ordensgeneral. Auch nach dem Tod des Papstes 1334 kam es nicht zu einer Versöhnung mit dessen Nachfolger Benedikt XII.; die Positionen blieben im Wesentlichen unverändert und Ockham verfasste ein Traktat gegen Benedikt, um auch den neuen Papst als Häretiker zu erweisen. Zwar konnte Ockham seine Stellung als Berater des Kaisers festigen – er half Ludwig auch im Ehestreit um Margarete von Tirol mit einem Gutachten –, doch der Niedergang von Ludwigs Ansehen und Macht und die Wahl des Gegenkönigs Karl IV. im Juli 1346 bedeuteten für den exkommunizierten Franziskaner eine akute Gefahr. Einer seiner letzten Texte zeigt, dass er mit der Möglichkeit rechnete, dass München in die Hände der Gegner fiele. Ockham hat aber den Tod Ludwigs im Oktober 1347 nicht mehr erlebt. Entgegen früheren Vermutungen, wonach er bis 1349 lebte und sich möglicherweise mit dem Papst aussöhnte, steht nach heutigem Forschungsstand fest, dass er im April 1347 als Exkommunizierter in München gestorben ist. Er wurde an der Kirche des Franziskanerklosters beigesetzt, an deren Stelle sich nach der Auflösung des Klosters im Jahr 1802 im Rahmen der Säkularisierung heute der Münchner Max-Joseph-Platz befindet.

## Werke

Beginn der Summa logicae in der 1341 angefertigten Handschrift Gonville and Caius College (Cambridge) 464/571

Die Werke Ockhams lassen sich in vier Hauptgruppen gliedern:
- Schriften zur Logik: Hierzu gehören Ockhams Kommentare zu antiken Werken, die im Spätmittelalter zur „alten“ (seit jeher bekannten) Logik (logica vetus) gezählt wurden (die Kategorien und De interpretatione aus dem aristotelischen Organon sowie die Isagoge des Porphyrios), und sein Kommentar zu den Sophistischen Widerlegungen des Aristoteles, die zur „neuen“ (erst später bekannt gewordenen) Logik (logica nova) gehörten. Neben diesen kommentierenden Schriften verfasste Ockham auch die systematisch aufgebaute Summa logicae, eine umfassende Gesamtdarstellung des Kenntnisstands seiner Zeit – sowohl der antiken Tradition als auch der mittelalterlichen Neuerungen – auf dem Gebiet der Logik, sowie kleinere Schriften.
- Naturphilosophische Schriften, in denen sich Ockham mit der Physik des Aristoteles auseinandersetzt.
- Theologische Werke: Das weitaus größte und wichtigste von ihnen ist der Sentenzenkommentar, Ockhams Kommentar zu den vier Büchern Sententiae des Petrus Lombardus, einer aus dem 12. Jahrhundert stammenden systematischen Darstellung der gesamten Theologie. Von den vier Büchern dieses Kommentars liegt nur das erste in einer vom Verfasser autorisierten Fassung vor; bei den anderen handelt es sich um Vorlesungsnachschriften.
- Politische Schriften: Während die Werke der drei anderen Gruppen fast alle vor Ockhams Bruch mit dem Papst und seiner Flucht aus Avignon entstanden sind, gehören die politischen Werke in die letzte Phase seines Lebens, die Münchener Zeit. Sie behandeln Fragen der Staatstheorie und Rechtsphilosophie und dienen insbesondere dem Kampf gegen die Kurie.

## Lehre
Drei Grundprinzipien, die Ockham überall konsequent anwendet, prägen sein Denken sowohl auf theologischem als auch auf philosophischem Gebiet:
- die Vorstellung, dass alles in der Welt Seiende als solches nicht notwendig, sondern kontingent ist (Kontingenzprinzip)
- die aristotelische Forderung der Widerspruchsfreiheit (Widerspruchsprinzip), die bei Ockham über den Bereich der Logik hinaus auch zu Folgerungen in der Ontologie und Erkenntnistheorie führt
- das Sparsamkeitsprinzip, die Forderung nach möglichst sparsamem Umgang mit theoretischen Annahmen. Dieser methodische Grundsatz ist unter der populären und oft missverstandenen Bezeichnung „Ockhams Rasiermesser“ bekannt.

### Kontingenz
Ockham wandte sich gegen den im antiken und bisherigen mittelalterlichen Denken vorherrschenden, ursprünglich von Platon formulierten und auch von Aristoteles vertretenen Nezessitarismus (Notwendigkeitslehre). Platon war der Meinung, die bestehende Weltordnung ergebe sich aus dem Zusammenwirken von Notwendigkeit und Vernunft zwangsläufig genau so, wie sie empirisch gegeben ist. Auch Aristoteles hielt alles tatsächlich Existierende für notwendig und meinte, es sei alles, soweit überhaupt nur möglich, von der Natur optimiert. Dem stellt Ockham seine Überzeugung von der Kontingenz der Welt und aller ihrer Bestandteile entgegen. Die Welt ist für ihn nur eine unter einer unbegrenzten Menge von möglichen Welten, die Gott hätte schaffen können. Überdies kann Gott, nachdem er die Welt geschaffen hat, jederzeit Naturgesetze ändern oder aufheben, und es ist kein Grund dafür ersichtlich, dass er dies tut oder unterlässt. Diese Auffassung wird mitunter so gedeutet, dass Ockhams Gott willkürlich handle, also ohne rationalen Grund einer Möglichkeit vor anderen den Vorzug gebe. Das hat Ockham aber nicht gemeint, denn das wäre aus seiner Sicht eine unzulässige Einschätzung von Gottes Handeln aus einer begrenzten menschlichen Perspektive. Ockham betrachtet Gottes Handeln als rational, aber nur begrenzt für die menschliche Vernunft einsehbar. Die Frage, warum die Welt so und nicht anders ist, muss demnach offenbleiben.

### Ausschluss des Widerspruchs
Eine Hauptforderung der aristotelischen Logik ist der Satz vom Widerspruch, wonach es unmöglich ist, dass dasselbe demselben in derselben Beziehung zugleich zukomme und nicht zukomme. Ockham betont, dass etwas in diesem Sinne Widersprüchliches nicht nur unlogisch ist, sondern auch kein Erkenntnisobjekt sein und schlechterdings nicht existieren könne. Damit begrenzt er die Allmacht Gottes, auf deren Schrankenlosigkeit er ansonsten großes Gewicht legt. Auch für Gott bestehen demnach nur widerspruchsfreie Alternativen, da er nur in diesem Rahmen auf geordnete Weise schaffen kann. Ockham unterscheidet begrifflich (nicht real) zwischen einer absoluten und einer „geordneten“ oder „ordinierten“ Macht Gottes und stellt fest, Gott handle nur nach den Regeln einer von ihm selbst festgelegten Ordnung, die widersprüchliche Akte ausschließt. Alle Ordnungen, die Gott hätte einrichten können, müssten widerspruchsfrei sein. Einen Grund dafür, dass Gott Widersprüchliches nicht verwirklichen kann, gibt Ockham aber nicht an. Er hält es für unmöglich, dass Gott etwas real Unendliches oder einen räumlich ausgedehnten unteilbaren Körper erschafft, etwas bereits Geschehenes ungeschehen macht oder real existierende Universalien erzeugt, denn all dies würde nach seiner Überzeugung den Satz vom Widerspruch verletzen. Hingegen ist es für Ockham theoretisch möglich, dass Gott aufgrund der Idiomenkommunikation in einer anderen Inkarnation als der Jesu sündigen kann – eine wirkliche Begehung würde aber seiner Güte widersprechen und wird von ihm daher abgelehnt.

### Das Parsimonitätsprinzip
Das Parsimonitätsprinzip (lat. lex parsimoniae) besagt, dass in Aussagen unnötige Vervielfachungen zu vermeiden sind: „Umsonst geschieht mit Hilfe einer Mehrheit, was mit weniger bewirkt werden kann“ und „Eine Mehrheit ist nicht ohne Notwendigkeit anzunehmen“. Damit will Ockham verhindern, dass die Schaffung und Verwendung eines überflüssigen Begriffsinstrumentariums zur Entstehung ontologischer Vorstellungen beiträgt, die für die wissenschaftliche Erkenntnis nicht hilfreich sind. In der Formulierung „Umsonst geschieht mit Hilfe einer Mehrheit, was durch eines bewirkt werden kann“ kommt der Grundsatz schon im 13. Jahrhundert beim Franziskaner Odo Rigaldus vor, einem Schüler Alexanders von Hales.
Zur Begründung beruft sich Ockham auf Aristoteles, der sich in seiner Physik gegen die Annahme einer unendlichen Mannigfaltigkeit von Prinzipien ausspricht. Aristoteles argumentiert, dass es anderenfalls kein Wissen von dem sich aus den Prinzipien Ergebenden geben könne; überdies könne die Annahme einer begrenzten Anzahl von Prinzipien alles leisten, was sich mittels unendlich vieler erreichen lasse. Allerdings geht Ockham weit über das von Aristoteles Gemeinte hinaus. Aristoteles meint nur, dass keine unbegrenzte Mannigfaltigkeit der Prinzipien anzusetzen sei, während Ockham strikt die Eliminierung aller nicht notwendigen Hypothesen oder Theoriebestandteile fordert.
Ockhams Gott ist nicht an das Sparsamkeitsprinzip gebunden; vielmehr gibt es vieles, was er aus unbekanntem Grund mit größerem Aufwand tut, obwohl er es auch mit geringerem Aufwand tun könnte. Dem Philosophen steht es nicht zu, etwas möglicherweise Seiendes mit der Begründung, es sei überflüssig, zu eliminieren. Wohl aber soll er bei seiner eigenen Tätigkeit, dem Formulieren von Aussagen, nicht mehr Annahmen einführen, als er tatsächlich benötigt. Dieses Sparsamkeitsprinzip beinhaltet nicht die Behauptung, dass die Welt möglichst sparsam aufgebaut sei und daher Unnötiges in ihr nicht existiere, sondern es ist eine pragmatische Zweckmäßigkeitsregel für die wissenschaftliche Beschreibung von Phänomenen. Wenn eine Aussage das Sparsamkeitsprinzip verletzt, folgt daraus nicht ihre Unwahrheit, sondern nur, dass sie dem Ziel wissenschaftlicher Erkenntnis nicht angemessen ist. Dies drückt Ockham mit Formulierungen wie „es ist nicht nötig“ oder „es besteht keinerlei Notwendigkeit“ aus.
Zahlreiche neuzeitliche Autoren, darunter Leibniz, zitieren das als „Ockhams Rasiermesser“ bekannte Prinzip in der Formulierung: „Entia non sunt multiplicanda sine necessitate“: „Entitäten (als seiend angenommene Dinge) sollen nicht unnötig vervielfacht werden“. Diese erst seit dem 17. Jahrhundert bezeugte Formulierung stammt aber nicht von Ockham. Ontologisch bedeutet das auch als Sparsamkeitsprinzip bezeichnete Prinzip nach einer in der Neuzeit verbreiteten Interpretation, dass Dinge nur dann für existierend gehalten werden sollen, wenn eine Notwendigkeit besteht, ihre Existenz zu behaupten; die „überflüssigen“ Dinge sind als nichtexistent „wegzurasieren“. Das hat Ockham aber nicht gemeint und nicht so ausgedrückt; denn ihm ging es nicht um das Sein oder Nichtsein von Dingen, sondern um die Berechtigung von Aussagen. Er hat auch nicht den Begriff „Rasiermesser“ verwendet.

### Erkenntnistheorie
Die Auffassung des Aristoteles, dass Erkenntnis Sinneswahrnehmung voraussetzt, teilt Ockham nur hinsichtlich der sinnlich wahrnehmbaren Erkenntnisobjekte der Außenwelt, nicht aber hinsichtlich der auf die eigenen Akte des Intellekts bezogenen Erkenntnis. Der Anstoß zur Erkenntnis kommt für ihn stets vom jeweiligen Einzelding (singulare). Er lehnt die Auffassung des Thomas von Aquin ab, wonach zwischen dem Einzelding und dem Erkenntnisakt ein eigenständiges vermittelndes Medium, die geistige Erkenntnisform (species intelligibilis), stehen muss. Ebenso verwirft er auch die verbreitete Ansicht, Erkenntnis beruhe darauf, dass der Intellekt sich dem Wahrnehmungsobjekt angleiche (Assimilation) und dieses so in ihm abgebildet werde (Repräsentation), was eine strukturelle Ähnlichkeitsbeziehung zwischen ihnen (Affinität) voraussetzt. Dagegen argumentiert er, dass dies zu einem infiniten Regress führen müsse, da die Repräsentation, um Erkenntnisobjekt sein zu können, ihrerseits einer Repräsentation bedürfe.
Ockham betont, dass etwas nur bekannt sein kann, wenn es die Form eines Satzes (complexum) aufweist, also einer logischen Verknüpfung zwischen dem, worüber etwas ausgesagt wird (Subjektterm), und dem, was darüber ausgesagt wird (Prädikatterm). Ein solcher Satz ist für Ockham nur dann im eigentlichen Sinn (proprie) wissenschaftlich, wenn seine Aussage mit Notwendigkeit wahr ist, wenn also seine Richtigkeit überprüft und durch einen Syllogismus erwiesen worden ist, dessen Prämissen notwendig sind. Mit „notwendig“ ist dabei nicht eine absolute Notwendigkeit des äußeren Sachverhalts gemeint, auf den sich der Satz bezieht (das würde in Ockhams kontingenter Welt Wissenschaft unmöglich machen), sondern nur die Geltung des Satzes unter der Voraussetzung, dass beabsichtigt ist, die beiden Terme sinnvoll miteinander zu verbinden. Gegenstand einer Wissenschaft sind somit nicht reale, vom Denken unabhängige Objekte der Außenwelt, die der Intellekt im Erkenntnisvorgang assimiliert, sondern nur die Sätze, die über die Objekte ausgesagt werden.

### Logik
Ockham legt großen Wert auf die saubere Trennung von logischen Aussagen und ontologischen Sachverhalten. Die Prädikation, deren Subjekt ein Allgemeinbegriff ist, versteht er nicht als Vorhandensein einer im Prädikat ausgesagten Eigenschaft in dem Allgemeinbegriff, sondern nur als eine Zuordnung von Subjekt und Prädikat im Rahmen der Aussage. Das Prädikat kommt zwar dem Subjekt zu, verhält sich aber zu ihm nicht wie eine Eigenschaft zu ihrem Träger oder ein Akzidens zu einer Substanz, denn die Zuordnung der Termini im Satz zueinander spiegelt nicht ein Verhältnis zwischen den realen Entitäten, auf die sie sich beziehen.
In seiner Aussagenlogik formuliert Ockham als Axiome für die Konjunktion „und“ und die Disjunktion „oder“ bereits die beiden de Morganschen Gesetze.
Ockham glaubt, dass zukünftige Ereignisse eintreten (d. h. wahr sein) können, selbst wenn die Menschen nicht wissen, dass dem so ist. Diese Denkweise inspirierte im letzten Drittel des 20. Jahrhunderts die Entwicklung verschiedener Kalküle der Computation Tree Logic, einer Form der Zeitlogik, bei der von einer verzweigten Zeitfolge ausgegangen wird. In der Literatur werden diese Kalküle als ockhamsche Ansätze oder ockhamsche Logiken bezeichnet.

### Ontologie
Ockhams konsequente Trennung zwischen logischen und ontologischen Aussagen führt ihn zur Verwerfung der Metaphysik des Thomas von Aquin und besonders der im Thomismus vertretenen aristotelischen Vorstellung einer Analogia entis. Dabei geht es um die von Thomas bejahte Frage, ob der Ausdruck „seiend“ von verschiedenen Entitäten wie „Gott“ und „Geschöpf“ in der gleichen Bedeutung (univok) ausgesagt werden kann, sei es im Sinne einer Analogie (aristotelisch) oder im Sinne einer Teilhabe des einen Seins am anderen (neuplatonisch). Ockham verneint dies. Nach seiner Ansicht bezeichnet der Begriff „seiend“ keine für sich real existierende Eigenschaft, die mit einem realen Subjekt wie Sokrates verknüpft werden könnte, indem man sagt „Sokrates ist (bzw. war) ein Seiendes“. Vielmehr ist die Aussage „Sokrates ist (bzw. war) ein Seiendes“ nur deswegen wahr, weil der Terminus „Sokrates“ (Subjekt) und der Terminus „ist seiend“ (Prädikat) im Sinne der Aussagenlogik für ein und dasselbe stehen (supponieren, siehe Supposition).
Das Universalienproblem, die Frage nach dem Wirklichkeitsbezug von Universalien (Allgemeinbegriffen), wurde im Mittelalter seit dem späten 11. Jahrhundert kontrovers diskutiert. Die einander entgegengesetzten Auffassungen waren der Begriffsrealismus (auch als Universalienrealismus oder kurz Realismus bezeichnet) und der Nominalismus. Realisten meinen, dass die Allgemeinbegriffe etwas bezeichnen, was auch extramental (außerhalb des menschlichen Geistes) real existiert, nämlich in den Einzeldingen (Aristotelismus) oder zusätzlich auch unabhängig von diesen in einer Ideenwelt (Platonismus). Nominalisten hingegen halten die Allgemeinbegriffe für bloße Zeichen, die zwar innerhalb des menschlichen Verstandes vorkommen, weil dieser sie für seine Tätigkeit benötigt, darüber hinaus aber keinen Bezug zu irgendeiner Wirklichkeit haben. Sowohl bei den Realisten als auch bei ihren Gegnern gab es verschiedene Abstufungen der Radikalität bzw. Mäßigung, mit der sie ihre Positionen vertraten. Ockham vertrat einen „gemäßigten“ Nominalismus, der mitunter zur Abgrenzung vom „radikalen“ Nominalismus des Johannes Roscelin als Konzeptualismus bezeichnet wird. Zur Vermeidung von Verwechslungen mit neuzeitlichem Konzeptualismus spricht man auch von „zeichentheoretischem Nominalismus“. Der radikale ältere Nominalismus Roscelins – dessen Radikalität allerdings nur aus gegnerischen Darstellungen bekannt ist – erklärt die Allgemeinbegriffe für bloße „Namen“ (nomina), also vom Verstand erschaffene Fiktionen, denen nirgends irgendeine Realität zukommt außer derjenigen, dass sie ein „Stimmhauch“ (flatus vocis) sind. Ockhams gemäßigter Nominalismus oder Konzeptualismus bestreitet zwar ebenfalls die Existenz von Universalien in den äußeren Wahrnehmungsobjekten, betrachtet die Allgemeinbegriffe aber insoweit als existent, als sie Konzepte sind, die innerhalb des menschlichen Geistes tatsächlich vorhanden sind. Demnach hat das Allgemeine eine subjektive, rein mentale Realität im Denken und nur dort. Den Realisten wirft Ockham vor, aus sprachlichen Gegebenheiten Realitäten zu machen und den fundamentalen Unterschied zwischen Existenz und Prädikation zu verwischen; über Einzelnes sage man, dass es existiere oder nicht existiere, über Allgemeines hingegen, dass es ausgesagt (prädiziert) werde oder nicht ausgesagt werde.

### Staatstheorie
Der scharfe Konflikt um seinen orthodoxen Standpunkt hatte Ockham in Avignon in päpstlichen Gewahrsam gebracht. Dem konnte er 1328 zu Kaiser Ludwig dem Bayern entfliehen. Er verdeutlichte sich die Konfrontation zwischen Kaiser und Papst, was seine Sorge nährte, dass der Papst der Ketzerei zufallen könnte. Aufgrund dessen trieben ihn grundlegende jurisduktionelle, politische und staatstheoretische Fragen um, vornehmlich beschäftigte ihn, Grundlagen für ein säkulares Staatsverständnis zu denken, weltliche Gewalt zu definieren.
Er versteht die kaiserliche Jurisdiktion, gemeint als Recht zur Rechtsprechung und gleichermaßen als Recht zur Rechtsetzung, aufgrund des Konsenses aller – de iure – als Grund allen Rechts über den Erdkreis, nicht als reales Herrschaftsrecht. Seine nominalistische bzw. konzeptualistische Denkweise verleiht seiner Auffassung vom Staat Geltung: Da das menschliche Individuum ein Einzelding ist, das als solches real existiert, die Bürgerschaft oder der Staat hingegen ein Universale, das nur im menschlichen Geist vorhanden ist, kann der Staat kein Selbstzweck sein oder einen übergeordneten Wert darstellen, sondern sein Zweck ist das Wohl der individuellen Bürger, die ihn bilden. Das Gemeinwohl, also dasjenige, was den Individuen zugutekommt, hat Vorrang gegenüber willkürlichen Entscheidungen staatlicher Instanzen. Das Kriterium für die Legitimität von Anordnungen der Obrigkeit ist, ob sie dem Gemeinwohl dienen oder nicht.
Nach Ockhams Ansicht hat der Kaiser seine Kompetenz vom Volk. Das Volk kann ihm aber nur die Kompetenz übertragen, das Allgemeinwohl zu fördern, das heißt das Wohl der von seinen Anordnungen betroffenen Individuen. Es kann nicht eine Person dazu bevollmächtigen, das Allgemeinwohl einzuschränken oder Maßnahmen zu treffen, die anderen Zwecken als dem gemeinsamen Nutzen der Bürger dienen. Erteilt der Herrscher einen Befehl, der nicht in Einklang mit der Gerechtigkeit ist und nicht dem allgemeinen Nutzen dient, so überschreitet er seinen Zuständigkeitsbereich, und in diesem Fall besteht keine Gehorsamspflicht. Mit dem daraus hergeleiteten Widerstandsrecht ist dem Herrschaftsbereich damit eine immanente Schranke gesetzt.

### Ekklesiologie
Die gleichen Kriterien wie in der Staatstheorie verwendet Ockham auch in der Lehre von der Kirche (Ekklesiologie). Nach seiner Überzeugung bezieht auch das Amt des Papstes seine Legitimation daraus, dass es dem Nutzen aller dient. Dürfte der Papst nach seinem Belieben alles tun, was nicht durch göttliches Gesetz verboten ist, so wären, wie Ockham schreibt, alle Christen seine Sklaven. Die Macht des Papstes ist also nicht nur dadurch eingeschränkt, dass er nicht gegen göttliches Recht oder Naturrecht verstoßen darf, sondern auch durch seine Pflicht, dem Wohl der ihm unterstellten Individuen zu dienen. Außerdem ist er in der Regel nur für geistliche Angelegenheiten zuständig; in den weltlichen Kompetenzbereich des Kaisers darf er sich nur einmischen, wenn er einsichtig machen kann, dass anderenfalls das gemeinsame Wohl gefährdet wäre.
Da Ockham es als erwiesen betrachtete, dass der Papst ein Häretiker war, benötigte er ein vom Papst unabhängiges und gegen ihn verwendbares Kriterium für Wahrheit in Glaubensfragen. Dieses konnte für ihn nicht ein Urteil eines allgemeinen Konzils sein, wie die Konziliaristen meinten, denn er betrachtete auch ein Konzil als grundsätzlich irrtumsfähig. Er hielt zwar an der traditionellen Lehre fest, wonach die Kirche hinsichtlich der Wahrheit theologischer Aussagen die entscheidende Instanz ist, doch definierte er den Begriff Kirche um. Anfangs war bei ihm von der „römischen“ Kirche die Rede, womit er den Apostolischen Stuhl meinte, den er auch ausdrücklich nannte. Später, als er sich von der Kurie distanzierte, berief er sich auf das Urteil der „universalen“ Kirche. Er erörterte die theoretische Möglichkeit, dass alle Kleriker der Welt in einer Glaubensfrage irren könnten. Dazu bemerkte er, in diesem Falle müssten Laien, auch falls sie nur wenige und theologisch gänzlich ungebildet seien, auf ihrem Standpunkt beharren; sie seien dann die Kirche und die qualifizierten Richter der Geistlichkeit. Er hielt es sogar für möglich, dass die gesamte Kirche außer einer einzigen Person, die sogar ein unmündiges Kind sein kann, einer falschen Lehre verfällt. Dann bestehe die wahre Kirche aus dieser einen Person. Die Zusage Christi: „Ich bin bei euch alle Tage bis zum Ende der Welt“ (Mt 28,20 ) garantiere, dass niemals alle Christen gleichzeitig vom Glauben abfallen können. Daher brauche ein Christ, auch wenn er als einziger Rechtgläubiger allein gegen alle stehe, nicht an seinem Sieg zu verzweifeln. Damit weist Ockham in letzter Konsequenz, im äußersten Extremfall dem einzelnen Christen die Aufgabe zu, mittels seiner eigenen Urteilskraft letztinstanzlich zu entscheiden.

## Rezeption
Ockham hatte zwar einige Schüler, darunter Adam Wodeham, aber er hat keine kontinuierlich fortbestehende, auf ein bestimmtes Lehrgebäude festgelegte philosophische oder theologische Schule gegründet. Dennoch spricht man von einem spätmittelalterlichen Ockhamismus, und der Begriff „Ockhamisten“ (Ockamistae, Occamici) kommt in mittelalterlichen Quellen vor. Damit ist eine nominalistische Strömung des 14. und des 15. Jahrhunderts gemeint, die sich auf Ockhams Schriften berief. Allerdings hat ein Teil dieser Philosophen (darunter Nikolaus von Autrecourt und Johannes von Mirecourt) Ockhams Positionen radikalisiert, andere kombinierten sie mit entgegengesetzten Ansichten anderer Denker, während die zahlreichen Gegner des Nominalismus Ockhams Auffassungen teils verzerrt wiedergaben. Dadurch entstand in weiten Kreisen ein schiefes Bild von Ockhams Philosophie. Die Vorgehensweise der mehr oder weniger von Ockhams Ansatz ausgehenden Philosophen wurde als „moderner Weg“ (via moderna) bezeichnet zur Unterscheidung vom „alten Weg“ derjenigen, die auf die eine oder andere Weise Allgemeinbegriffe mit denkunabhängigen Strukturen verbanden.
Im Jahr 1339 wurde an der Pariser Universität zwar nicht die Lektüre von Ockhams Schriften, wohl aber deren Verwendung im Unterricht verboten. Bald darauf wurde dort ein allgemeines Nominalismusverbot verfügt.
In der Frühen Neuzeit wurden Ockhams Werke selten gedruckt, meist kannte man seine Lehren nur aus zweiter oder dritter Hand. Theologisch anregend waren seine Ideen aber für Luther, der sie über eine lehrbuchartige Zusammenfassung kennenlernte, die der Tübinger Professor Gabriel Biel, ein Ockhamist, angefertigt hatte. Luther bekämpfte Biel, schätzte aber Ockham, wobei ihm neben der kirchenpolitischen Aktivität des Franziskaners besonders die fundamentale Kritik an den Lehren führender Theologen der Scholastik zusagte.
In der Moderne hat besonders das als „Ockhams Rasiermesser“ bekannte Sparsamkeitsprinzip Wertschätzung gefunden, so etwa bei Charles S. Peirce und Bertrand Russell. Peirce behauptete, dass die gesamte moderne Philosophie auf dem Ockhamismus gründe. Im Konstruktivismus, besonders auch im Radikalen Konstruktivismus, wird Ockham als wichtiger Vorläufer des konstruktivistischen Ansatzes betrachtet.
Wilhelm von Ockham ist eine der Figuren, die Umberto Eco in seinem Roman Der Name der Rose in die Gestalt des William von Baskerville einfließen ließ. Nach ihm sind auch die Programmiersprache Occam und die Occamstraße im Münchner Szeneviertel Schwabing benannt.

## Textausgaben
Politische Schriften
- Guillelmi de Ockham opera politica, University Press, Manchester 1940–1963
  - Bd. 1: Octo quaestiones de potestate papae; an princeps pro suo succursu ... possit recipere bona ecclesiarum, etiam invito papa; consultatio de causa matrimoniali; opus nonaginta dierum (chapters I to VI), hrsg. Jeffrey G. Sikes, 1940
  - Bd. 2: Opus nonaginta dierum, capitula 7–124, hrsg. Jeffrey G. Sikes/Hilary S. Offler, 1963
  - Bd. 3: Epistola ad Fratres Minores; tractatus contra Ioannem; tractatus contra Benedictum, hrsg. Hilary S. Offler, 1956

- Breviloquium de principatu tyrannico, in: Richard Scholz (Hrsg.): Wilhelm von Ockham als politischer Denker und sein Breviloquium de principatu tyrannico, Leipzig 1944

Philosophische Schriften
- Guillelmi de Ockham opera philosophica et theologica, Reihe Opera philosophica, hrsg. The Franciscan Institute of St. Bonaventure University, St. Bonaventure (N.Y.) 1974–1988
  - Bd. 1: Summa logicae, 1974
  - Bd. 2: Expositionis in libros artis logicae prooemium et expositio in librum Porphyrii de praedicabilibus; expositio in librum praedicamentorum Aristotelis; expositio in librum perihermenias Aristotelis; tractatus de praedestinatione et de praescientia dei respectu futurorum contingentium, 1978
  - Bd. 3: Expositio super libros elenchorum, 1979
  - Bd. 4: Expositio in libros physicorum Aristotelis: prologus et libri I–III, 1985
  - Bd. 5: Expositio in libros physicorum Aristotelis: libri IV–VIII, 1985
  - Bd. 6: Brevis summa libri physicorum, summula philosophiae naturalis et quaestiones in libros physicorum Aristotelis, 1984
  - Bd. 7: Opera dubia et spuria Venerabili Inceptori Guillelmo de Ockham adscripta, 1988

Theologische Schriften
- Super IV libros Sententiarum. Jean Trechsel, Lyon 1495 Digitalisat
- Quotlibeta Septem. Tractatus de Sacramento Altaris. Strasbourg 1491, Nachdruck von Louvain Editions de la Bibliotheque S.J., 1962.
- Guillelmi de Ockham opera philosophica et theologica, Reihe Opera theologica, hrsg. The Franciscan Institute of St. Bonaventure University, St. Bonaventure (N.Y.) 1967–1986
  - Bd. 1: Scriptum in librum primum Sententiarum, ordinatio: prologus et distinctio prima, 1967
  - Bd. 2: Scriptum in librum primum Sententiarum, ordinatio: distinctiones II–III, 1970
  - Bd. 3: Scriptum in librum primum Sententiarum, ordinatio: distinctiones IV–XVIII, 1977
  - Bd. 4: Scriptum in librum primum Sententiarum, ordinatio: distinctiones XIX–XLVIII, 1979
  - Bd. 5: Quaestiones in librum secundum Sententiarum (Reportatio), 1981
  - Bd. 6: Quaestiones in librum tertium Sententiarum (Reportatio), 1982
  - Bd. 7: Quaestiones in librum quartum Sententiarum (Reportatio), 1984
  - Bd. 8: Quaestiones variae, 1984
  - Bd. 9: Quodlibeta septem, 1980
  - Bd. 10: Tractatus de quantitate et tractatus de corpore Christi, 1986

## Übersetzungen
- Wilhelm von Ockham: Texte zur Theorie der Erkenntnis und der Wissenschaft, übersetzt von Ruedi Imbach, Stuttgart 1984 (lateinische Texte und deutsche Übersetzungen)
- William of Ockham: Philosophical Writings. A Selection, hrsg. Philotheus Boehner, 2., überarbeitete Auflage, Indianapolis 1990 (lateinische Texte und englische Übersetzungen)
- Guillaume d’Occam: Commentaire sur le Livre des prédicables de Porphyre, précédé du proême du Commentaire sur les Livres de l’art logique, übers. von Roland Galibois, Centre d’Études de la Renaissance, Sherbrooke 1978. ISBN 0-88840-655-X
- Wilhelm von Ockham: De connexione virtutum. Über die Verknüpfung der Tugenden, übers. von Volker Leppin, Herder, Freiburg i.Br. 2008. ISBN 978-3-451-28711-4 (lateinischer Text der Quaestio de connexione virtutum nach der Edition in den Opera theologica Bd. 7 und deutsche Übersetzung)
- Wilhelm von Ockham: Dialogus. Auszüge zur politischen Theorie, übers. von Jürgen Miethke, Wissenschaftliche Buchgesellschaft, Darmstadt 1992. ISBN 3-534-11871-5
- William of Ockham: Quodlibetal Questions. Volumes 1 and 2, Quodlibets 1–7, übers. von Alfred J. Freddoso und Francis E. Kelley, Yale University Press, New Haven 1991. ISBN 0-300-07506-5 (als Paperback zwei Bände in einem)
- Wilhelm von Ockham: Summe der Logik. Aus Teil I: Über die Termini, übersetzt von Peter Kunze, Meiner, Hamburg 1984, ISBN 3-7873-0606-4 (lateinischer Text und deutsche Übersetzung)
- Ockham’s Theory of Terms. Part I of the Summa Logicae, übers. von Michael J. Loux, University of Notre Dame Press, Notre Dame (Indiana) 1974. ISBN 0-268-00550-8
- Ockham’s Theory of Propositions. Part II of the Summa Logicae, übers. von Alfred J. Freddoso und Henry Schuurman, University of Notre Dame Press, Notre Dame (Indiana) 1980. ISBN 0-268-01495-7
- Demonstration and Scientific Knowledge in William of Ockham. A Translation of Summa Logicae III–II: De Syllogismo Demonstrativo, and Selections from the Prologue to the Ordinatio, übers. von John Lee Longeway, University of Notre Dame Press, Notre Dame (Indiana) 2007. ISBN 978-0-268-03378-1
- Wilhelm von Ockham: Kurze Zusammenfassung zu Aristoteles’ Büchern über Naturphilosophie (Summulae in libros physicorum), übers. Hans-Ulrich Wöhler, Leipzig 1983; deb Verlag, Berlin 1987. ISBN 3-88436-519-3